# Бортолето, Габриэль
Габриэль Бортолето Оливейра (порт. Gabriel Lourenzo Bortoleto Oliveira; род. 14 октября 2004, Озаску, Сан-Паулу) — бразильский автогонщик. Чемпион Формулы-2 в сезоне 2024 года. Начиная с сезона 2025 года выступает в Формуле-1 в составе команды Sauber.

## Карьера

### Картинг
Бортолето начал заниматься картингом в своей родной Бразилии в 2012 году в Campeonato Sulbrasileiro de Kart. Габриэль выступал в картинге до 2019 года, а его самым успешным годом стал 2018 год, когда занял третье место на чемпионатах Европы и мира в категории OKJ соответственно и стал вице-чемпионом как в WSK Super Master Series, так и в Andrea Margutti Trophy.

### Младшие формулы
Бортолето дебютировал в формульных гонках в Итальянской Формуле-4 в сезоне 2020 года вместе с Себастьяном Монтойей, Габриеле Мини и Дино Бегановичем из команды Prema Powerteam. Габриэль завоевал свой первый подиум на трассе Муджелло, где занял второе место, третье место и победу, одержав свою первую победу в формульных гонках на четвёртом этапе сезона. Он завоевал ещё два подиума в Монце и закончил сезон пятым в личном зачёте, опередив Монтойю, но уступив Бегановичу и Мини. Бортолето также занял четвёртое место в зачёте новичков.

### Региональный европейский чемпионат Формулы
В марте 2021 года было объявлено, что Бортолето дебютирует в Региональном европейском чемпионате Формулы с командой FA Racing. Свои первые очки Бортолето набрал в первой гонке сезона в Имоле, где финишировал девятым.

### Формула-3
В конце сентября Бортолето принял участие в постсезонных тестах Формулы-3 в сезоне 2022 года в Хересе за команду Trident в партнёрстве с Оливером Гёте и Леонардо Форнароли. Вскоре после этого был объявлен гонщиком Trident на сезон Формулы-3 2023 года став первым гонщиком, объявленным в команду на этот сезон.
В своей первой гонке на Международном автодроме Бахрейна Бортолето был оштрафован за столкновение с Рафаэлем Вильягомесом и не получил очков. За этим последовала победа в основной гонке на следующий день, когда занявший первое место Габриеле Мини получил штраф. Став лидером чемпионата на первом этапе, бразилец увеличил отрыв по очкам в Альберт-Парке, завоевав поул-позицию и вторую подряд победу в основной гонке. Он продолжал набирать очки в каждой гонке в последующих пяти этапах, заняв второе место в основной гонке на Ред Булл Ринге и дважды заняв второе место в спринтерских гонках в Великобритании и Венгрии.
Став лидером чемпионата, Бортолето продолжил свою первую в сезоне 2023 года гонку без попадания в очковую зону в Спа-Франкоршам, поскольку за неудачной квалификационной сессией последовал контакт, вызванный Дино Бегановичем во время субботней гонки, вынудивший бразильца остановить его машину. Несмотря на то, что Бортолето чуть не потерял очки в воскресной гонке, неудачный этап от всех его непосредственных соперников за титул оставил Бортолето с преимуществом в 38 очков перед финальным этапом сезона.

### Формула-2
27 ноября 2023 года команда Invicta Racing объявила, что Бортолето будет выступать за неё в сезоне Формулы-2 2024 года. В дебютном сезоне стал чемпионом серии и четвертым в истории гонщиком, последовательно выигравшим титулы в Формуле-3 и Формуле-2.

### Формула-1
В сентябре 2022 года было объявлено, что Бортолето присоединился к A14, компании по менеджменту гонщиков двукратного чемпиона Формулы-1 Фернандо Алонсо. 6 ноября 2024 года было объявлено о подписании многолетнего контракта с командой Sauber (Audi, начиная с сезона 2026 года), в которой Бортолето займет место основного гонщика в сезоне 2025 года.    

## Статистика выступлений

### Сводная таблица
| Сезон | Серия                       | Команда                   | Старты | Победы | Поулы | БК | Подиумы | Очки  | Место |
| ----- | --------------------------- | ------------------------- | ------ | ------ | ----- | -- | ------- | ----- | ----- |
| 2020  | Итальянская Формула-4       | Prema Powerteam           | 20     | 1      | 4     | 1  | 5       | 157   | 5     |
| 2021  | Региональная формула Европы | FA Racing-MP              | 20     | 0      | 0     | 0  | 1       | 44    | 15    |
| 2021  | Stock Light Brasil          | KTF Racing                | 4      | 1      | 1     | 0  | 1       | 60    | 13    |
| 2022  | Региональная формула Азии   | 3Y-R-ace GP               | 6      | 1      | 0     | 0  | 1       | 46    | 14    |
| 2022  | Региональная формула Европы | R-ace GP                  | 20     | 2      | 2     | 1  | 5       | 176   | 6     |
| 2022  | Stock Car Brasil            | KTF Sports                | 1      | 0      | 0     | 0  | 0       | 0     | НКЛ   |
| 2023  | Формула-3                   | Trident Racing            | 18     | 2      | 1     | 3  | 6       | 164   | 1     |
| 2024  | Формула-2                   | Invicta Racing            | 28     | 2      | 2     | 2  | 8       | 214,5 | 1     |
| 2025  | Формула-1                   | Stake F1 Team Kick Sauber | 14     | 0      | 0     | 0  | 0       | 14    | 17*   |

* Сезон продолжается.

### Формула-1
| Легенда к таблице |                                                                    |
| --- | ------------------------------------------------------------------ |
| В таблице перечислены результаты всех гонок, в которых принимал участие гонщик. Строками таблицы являются сезоны, столбцами — этапы соревнований. В каждой клетке указаны сокращённое название этапа и результат, дополнительно обозначенный цветом. Расшифровка обозначений и цветов представлена в нижеследующей таблице. |                                                                    |
| \| Пример \| Описание \| \| ------------ \| ------------------------------------------------------------------ \| \| 1 \| Победитель \| \| 2 \| Второе место \| \| 3 \| Третье место \| \| 5 \| Финишировал, заработав очки \| \| Сход \| Не финишировал, но при этом заработал очки \| \| 12 \| Финишировал, не получив очков \| \| НКЛ \| Финишировал, но не попал в финальную классификацию \| \| 15 \| Участвовал вне зачёта, либо по отдельной классификации \| \| 18 \| Не финишировал, но попал в финальную классификацию \| \| Сход \| Не финишировал \| \| НКВ \| Не прошёл квалификацию \| \| НПКВ \| Не прошёл предквалификацию \| \| ДСК \| Дисквалифицирован \| \| ИСК \| Исключён из протокола соревнований \| \| ТТ \| Заявлен для участия только в тренировках \| \| НС \| Участвовал в квалификации, но не стартовал в гонке \| \| Т \| Травмирован или болен \| \| ОТК \| Отказ от участия \| \| НТР \| Прибыл на соревнования, но на трассу не выезжал \| \| НПР \| Был заявлен в числе участников, но не прибыл к началу соревнований \| \| О \| Соревнования отменены \| \| \| Не участвовал \| \| Поул-позиция \| \| \| Быстрый круг \| \| |                                                                    |
| Пример | Описание                                                           |
| 1 | Победитель                                                         |
| 2 | Второе место                                                       |
| 3 | Третье место                                                       |
| 5 | Финишировал, заработав очки                                        |
| Сход | Не финишировал, но при этом заработал очки                         |
| 12 | Финишировал, не получив очков                                      |
| НКЛ | Финишировал, но не попал в финальную классификацию                 |
| 15 | Участвовал вне зачёта, либо по отдельной классификации             |
| 18 | Не финишировал, но попал в финальную классификацию                 |
| Сход | Не финишировал                                                     |
| НКВ | Не прошёл квалификацию                                             |
| НПКВ | Не прошёл предквалификацию                                         |
| ДСК | Дисквалифицирован                                                  |
| ИСК | Исключён из протокола соревнований                                 |
| ТТ | Заявлен для участия только в тренировках                           |
| НС | Участвовал в квалификации, но не стартовал в гонке                 |
| Т | Травмирован или болен                                              |
| ОТК | Отказ от участия                                                   |
| НТР | Прибыл на соревнования, но на трассу не выезжал                    |
| НПР | Был заявлен в числе участников, но не прибыл к началу соревнований |
| О | Соревнования отменены                                              |
| | Не участвовал                                                      |
| Поул-позиция |                                                                    |
| Быстрый круг |                                                                    |

| Сезон | Команда                   | Шасси           | Двигатель               | Ш | 1        | 2      | 3      | 4      | 5      | 6        | 7      | 8      | 9      | 10     | 11    | 12       | 13    | 14    | 15  | 16  | 17  | 18  | 19  | 20  | 21  | 22  | 23  | 24  | Место | Очки |
| ----- | ------------------------- | --------------- | ----------------------- | - | -------- | ------ | ------ | ------ | ------ | -------- | ------ | ------ | ------ | ------ | ----- | -------- | ----- | ----- | --- | --- | --- | --- | --- | --- | --- | --- | --- | --- | ----- | ---- |
| 2025  | Stake F1 Team Kick Sauber | Kick Sauber C45 | Ferrari 066/12 1,6 V6 t | P | АВС Сход | КИТ 14 | ЯПО 19 | БАХ 18 | САУ 18 | МАЙ Сход | ЭМИ 18 | МОН 14 | ИСП 12 | КАН 14 | АВТ 8 | ВЕЛ Сход | БЕЛ 9 | ВЕН 6 | НИД | ИТА | АЗЕ | СИН | США | МЕХ | САП | ЛАС | КАТ | АБУ | 17*   | 14*  |

* Сезон продолжается.

### Комментарии
1. ↑  Приглашённый пилот, достижения которого не шли в официальный зачёт.